# Bagassa
Bagassa (nome comum: tatajuba) é um género monotípico botânico pertencente à família Moraceae, é uma arvore nativa das Guianas e Brasil.
O género foi descrito por Jean Baptiste Christophe Fusée Aublet e publicado em Histoire des Plantes de la Guiane Françoise Suppl.: 15, t. 376. 1775. A espécie-tipo é Bagassa guianensis Aubl.
Segundo a base de dados The Plant List, este género tem 3 espécies descritas das quais uma é aceite, Bagassa guianensis Aubl.
Trata-se de um género reconhecido pelo sistema de classificação filogenética Angiosperm Phylogeny Website.

## Sinónimos
- Laurea Gaudich.[5][6]